# ديريك غرين (مغني)
ديريك غرين (بالإنجليزية: Derrick Green)‏ هو عازف قيثارة ومغني أمريكي، ولد في 20 يناير 1971 في كليفلاند في الولايات المتحدة.

## وصلات خارجية
- ديريك غرين على موقع ميوزك برينز (الإنجليزية)
- ديريك غرين على موقع أول ميوزيك (الإنجليزية)
- ديريك غرين على موقع ديسكوغز (الإنجليزية)